# Cineraria mollis
Cineraria mollis là một loài thực vật có hoa trong họ Cúc. Loài này được E.Mey. ex DC. mô tả khoa học đầu tiên năm 1838.